# Excelsior (Marvel Comics)
Excelsior (anteriormente llamado Loners)son un equipo de superhéroes que aparecen en los cómics estadounidenses publicados por Marvel Comics. Apareciendo por primera vez en las páginas de Runaways.El grupo está formado por un grupo de apoyo con sede en Los Ángeles creado para ex superhéroes adolescentes de Nueva York, fundada por Turbo de los Nuevos Guerreros, y Phil Urich, el heroico ex Duende Verde. Entre sus objetivos se encuentra inicialmente el ayudar a los superhéroes adolescentes a adaptarse a una vida normal, mientras que hacen frente a sus poderes, y para disuadir a otros adolescentes con superpoderes de convertirse en heroes, pero estas metas son descartan en sus propias miniseries ya que el grupo aparentemente queriendo evitar el uso de sus poderes a cualquier razón, incluso si eso significa abandonar a las víctimas de la delincuencia a su suerte. A pesar de que todos los personajes fueron creados por diferentes autores y artistas, el equipo en sí fue creado por Brian K. Vaughan y Adrian Alphona, se añade al elenco otros superhéroes (Spider-Woman, Hueco, y Red Ronin) durante los eventos de la miniserie de 2007.
El grupo había aparecido originalmente en el arco argumental de Runaways, "True Believers". Al final del arco de la historia, se reveló que el grupo había sido patrocinado en secreto por Rick Jones, en nombre del Capitán América, quien esperaba garantizar que los Runaways no se metieran en problemas.Después de su batalla con Ultron, Rick Jones se ofreció a patrocinar el equipo a tiempo completo.Su equipo creativo está formado por C.B. Cebulski (escritor) y Karl Moline (artista).
Excelsior está compuesto por:
- Halcón Oscuro.
- Ricochet (Slingers).
- Turbo  (New Warriors).
- Rayo Estelar (Power Pack).
- Phil Urich el antiguo Duende Verde heroico, y sobrino de Ben Urich.
- Un falso Cámara de Generación X.

Además, Excelsior es una de las tantas firmas de Stan Lee